# 321 f.Kr.

## Händelser

### Efter plats

#### Makedoniska riket
- Antipater utnämner Antigonos till befälhavare för sin armé i Mindre Asien och skickar honom med Krateros för att kämpa mot satrapen Eumenes av Kappadokien, som stöder Perdikkas.
- Medan han lämnar Eumenes att försvara Mindre Asien mot Krateros och Antigonos marscherar Perdikkas mot Ptolemaios, men när han inte lyckas korsa Nilen blir han mördad av mytererande officerare, bland dem Seleukos. En vapenvila undertecknas, enligt vilken Ptolemaios kvarstår som härskare över Egypten och Seleukos över Babylon.
- Alexander den stores kvarstående generaler (diadoker) går med på delningen i Triparadisos (en stad i norra Syrien). Detta är ett maktfördelande fördrag, som skall ersätta Perdikkas med en ny regent och det omfördelar de satrapdömen, som Alexander har skapat i riket. Det följer men modifierar något delningen i Babylon, som har ingåtts två år tidigare vid Alexanders död. Enligt detta avtal blir Antipater riksföreståndare över det Makedoniska riket som ställföreträdare för de två kungarna (den intellektuellt svage Filip III Arrhidaios och den minderårige Alexander IV) medan Ptolemaios ställning som härksare över Egypten och Kyrene bekräftas.
- Ptolemaios stärker ytterligare sin position mot diadokerna genom att gifta sig med Antipaters tredje dotter Eurydike.
- Antigonos och Krateros besegrar Eumenes på slagfältet, men Eumenes flyr. Antigonos och Krateros belägrar honom därefter utan framgång vid bergsfästningen Nora på gränsen mellan Kappadokien och Lykaonien. Krateros dödas under striderna med Eumenes när hans häst Diodoros faller över honom.

#### Romerska republiken
- Då de romerska arméerna fortsätter att röna stora framgångar mot samniterna tvingas samniterna söka fred. Dock är de villkor, som romarna erbjuder, så hårda, att samniterna avböjer dem och kriget fortsätter.
- Två romerska konsuler, Spurius Postumius Albinus och Titus Veturius Calvinus, leder en invasionsstyrka in i Samnium, men fångas i ett bergspass känt som Caudinska passen (Caudium) nära Beneventum, varifrån de varken kan avancera eller retirera, och efter en desperat kamp tvingas de gå med på den samnitiske segraren Gaius Pontius förödmjukande villkor. Dessa löper på fem år och är mycket fördelaktiga för samniterna.

#### Indien
- Chandragupta Maurya, grundaren av det Mauryanska riket, gör sig själv till kung av Magadha.

## Avlidna
- Krateros, makedonisk general (stupad; född omkring 370 f.Kr.)
- Perdikkas, makedonisk general riksföreståndare efter Alexander den stores död (född omkring 365 f.Kr.)
- Zhou Xian Wang, kung av den kinesiska Zhoudynastin